# GreenBrowser
GreenBrowser (рус. «ЗелёныйОбозреватель») — бесплатный многооконный браузер с поддержкой вкладок, основанный на популярном движке Microsoft Trident.

## Описание
GreenBrowser используют ядро Microsoft Trident от популярного браузера Internet Explorer, благодаря чему сохраняют полную совместимость с веб-ресурсами, разработанными под использование этого продукта, а также добавляет совершенно новые функциональные возможности.
GreenBrowser имеет простой в использовании интерфейс, поддерживает большое число тем и скинов, работу с плагинами, избранными Internet Explorer, оснащён фильтром для блокирования рекламных, а также всплывающих окон, имеет удобную настройку групп сайтов, URL-псевдонимов и создания горячих клавиш для быстрого запуска веб-сайтов, предоставляет детальную и гибкую настройку прокси-сервера или использование прокси-сервера Internet Explorer. В браузер встроены собственный менеджер загрузок, панель быстрого запуска сайтов с 16 фреймами и панель поиска с различными поисковыми системами.
GreenBrowser по желанию пользователя может интегрироваться в Windows Shell, включить/выключить журнал посещённых страниц, при необходимости может предоставить окно со всеми ссылками на текущей странице, позволяет одним кликом удалить все следы пребывания в Интернете (кэш, cookies и пр.), разрешить или запретить загружать flash-анимацию, файлы изображений, ActiveX, скрипты, java-апплеты, аудио/видео файлы. Ко всем прочим возможностям, GreenBrowser предоставляет простое управление жестами мыши, а в случае случайно закрытой страницы, может без проблем её открыть или сохранить весь текущий сеанс для последующей работы в следующем.
Плавающее окошко GreenBrowser, расположенное поверх всех окон, позволяет управлять веб-обозревателем, а также отображает загрузки веб-страниц.

## Основные возможности
- Многооконный просмотр вкладок.
- Совместимость избранного с Internet Explorer.
- Управление мышью.
- Сборщик.
- Настраиваемая панель поиска.
- Блокирование всплывающих и рекламных окон.
- Автоскрытие панели.
- Автопрокрутка страниц.
- Автосохранение страниц.
- Возможность восстановления случайно закрытой страницы.
- Перетаскивание (сохранение) ссылок.
- Изменение тем оформления.
- Загрузка и установка дополнительных плагинов.
- Многоязычная поддержка языков (включая русский язык и украинский язык).